# 埃萊納峰

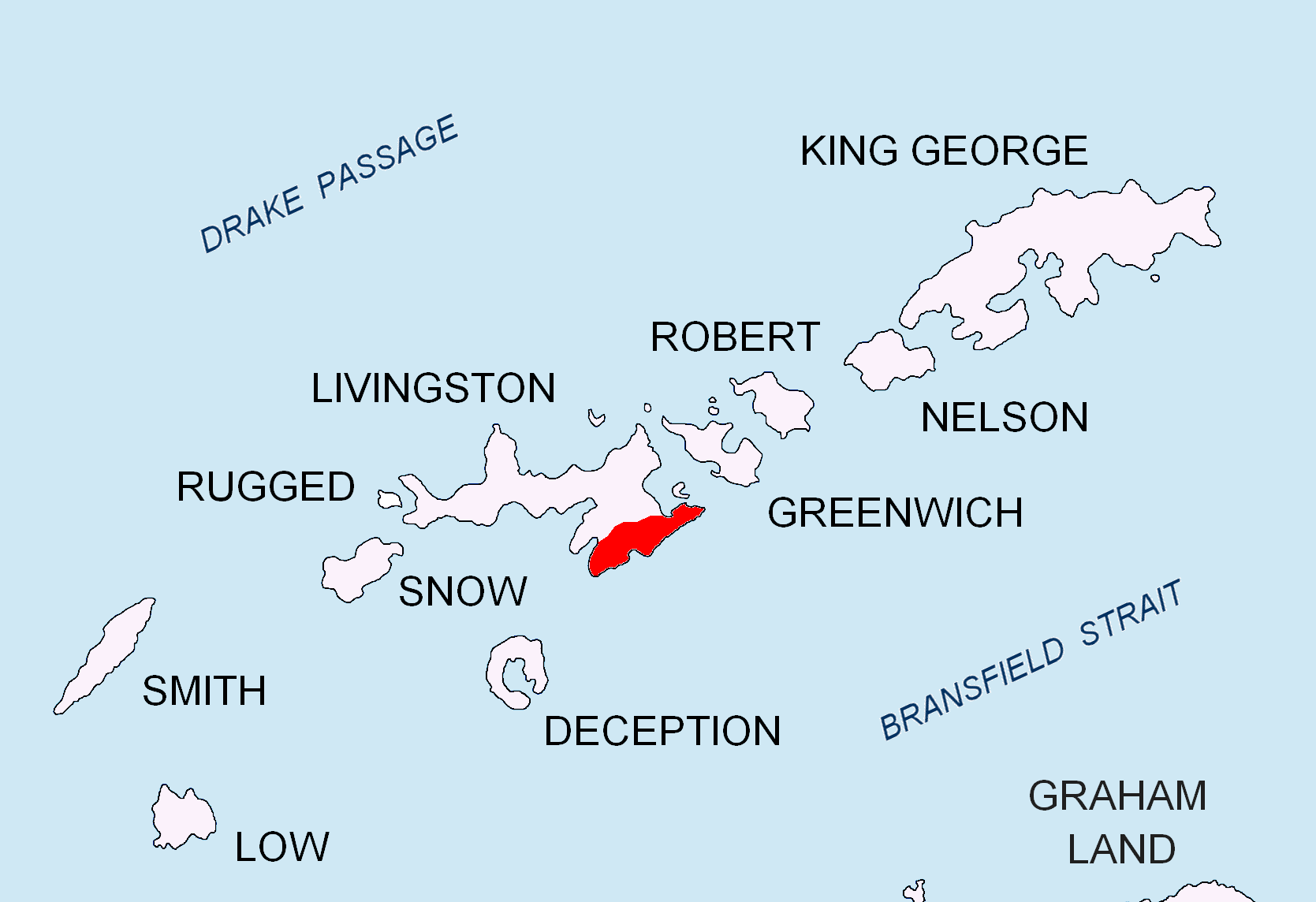

埃萊納峰（英語：Elena Peak）是南極洲的山峰，位於南設得蘭群島的利文斯頓島，屬於騰格里山脈中德爾切夫嶺的一部分，海拔高度700米，以保加利亞的城鎮命名。

## 外部連結
- Composite Antarctic Gazetteer（页面存档备份，存于）.

62°37′50.3″S 59°53′41″W / 62.630639°S 59.89472°W